# Grand Prix de Tennis de Lyon 2003
Grand Prix de Tennis de Lyon 2003 — тенісний турнір, що проходив на кортах з твердим покриттям у місті Ліон, Франція з 6 жовтня. Належав до категорії ATP International Series, був турніром серії Open Sud de France 2003 року.

## Фінальна частина

### Одиночний розряд
Райнер Шуттлер —  Арно Клеман 7–5, 6–3

### Парний розряд
Джонатан Ерліх /  Енді Рам —  Жульєн Беннето /  Ніколя Маю 6–1, 6–3